# Liste öffentlicher Bücherschränke in Karlsruhe
In der Liste öffentlicher Bücherschränke in Karlsruhe sind öffentliche Bücherschränke für Orte, die zum Stadtkreis Karlsruhe in Baden-Württemberg gehören, aufgeführt. Sie ist primär nach Orten sortiert, unabhängig davon, ob es sich um Ortsteile, Gemeinden oder Städte handelt. Der Artikel ist Teil der übergeordneten Liste öffentlicher Bücherschränke in Baden-Württemberg. Ein öffentlicher Bücherschrank ist ein Schrank oder schrankähnlicher Aufbewahrungsort mit Büchern, der dazu dient, Bücher kostenlos, anonym und ohne jegliche Formalitäten zum Tausch oder zur Mitnahme anzubieten. Die Liste erhebt keinen Anspruch auf Vollständigkeit.

## Öffentliche Bücherschränke in Karlsruhe
Derzeit sind im Stadtkreis Karlsruhe 35 öffentliche Bücherschränke an 33 Standorten erfasst:
| Bild | Ausführung                                 | Ort               | Seit            | Anmerkung | Geokoordinaten                           |
| ---- | ------------------------------------------ | ----------------- | --------------- | --- | ---------------------------------------- |
|      | Bücherschrank                              | Beiertheim-Bulach |                 | [ 1 ] | ⊙ Gebhardstraße 33a                      |
|      | Bücherschrank                              | Beiertheim-Bulach | 12. Okt. 2014   | Bei der Bürgervitrine des Bürgervereins vor der Grundschule Bulach, Initiative des Bürgervereins Bulach | ⊙ Grünwinkler Straße 8/10                |
|      | Bücherschrank                              | Bergwald          | 2020            | | ⊙ Bergwaldanger                          |
|      | Bücherschrank                              | Daxlanden         | 19. Mai 2017    | Erster von zwei öffentlichen Bücherschränken in Karlsruhe-Daxlanden, Pappelallee | ⊙ Pappelallee 18a                        |
|      | Bücherschrank                              | Daxlanden         | 19. Mai 2017    | Zweiter von zwei öffentlichen Bücherschränken in Karlsruhe-Daxlanden, Pappelallee | ⊙ Pappelallee 18a                        |
|      | Bücherschrank                              | Durlach           |                 | Öffentlicher Bücherschrank des Polizeisportvereins Karlsruhe e.V | ⊙ Edgar-Heller-Straße 19                 |
|      | Bücherschrank                              | Durlach           | 28. Jan. 2014   | Finanziert durch das Stadtamt Durlach, betreut durch Historischer Verein Durlach und Die Orgelfabrik – Kultur in Durlach, Bücherschrank Durlach                                                                         | ⊙ Marstallstraße 2                       |
|      | Bücherschrank                              | Durlach-Aue       |                 | Bücherschrank Durlach-Aue | ⊙ Westmarkstraße 5                       |
|      | Bücherschrank                              | Grötzingen        |                 | Karlsruhe-Grötzingen | ⊙ Mühlstraße 6                           |
|      | Bücherschrank                              | Grünwettersbach   |                 | Öffentlicher Bücherschrank | ⊙ Zur Ziegelhütte 2                      |
|      | Telefonzelle (1/2)                         | Grünwinkel        |                 | Erster von zwei öffentlichen Bücherschränken am Robert-Sinner-Platz | ⊙ Zeppelinstraße 17, Robert-Sinner-Platz |
|      | Telefonzelle (2/2)                         | Grünwinkel        |                 | Zweiter von zwei öffentlichen Bücherschränken am Robert-Sinner-Platz | ⊙ Zeppelinstraße 17, Robert-Sinner-Platz |
|      | Bücherschrank                              | Hagsfeld          |                 | Karlsruhe-Waldstadt | ⊙ Schäferstraße 13                       |
|      | Bücherschrank                              | Hohenwettersbach  |                 | Hohenwettersbach am Kirchplatz | ⊙ Kirchplatz 2/4                         |
|      | BOKX 02 Glasedition (Basalt/Stahl/ESG)     | Innenstadt-Ost    | 28. Mai 2011    | Initiiert und gespendet von Cornelia Holsten von der Bürgerstiftung Karlsruhe, betreut vom Bürgerverein Altstadt | ⊙ Lidellplatz/Steinstraße                |
|      | Bücherschrank                              | Knielingen        |                 | Elsässer Platz | ⊙                                        |
|      | Bücherschrank                              | Mühlburg          |                 | Fliederplatz, am Kinder- und Jugendhaus Mühlburg | ⊙ Fliederstraße 1                        |
|      | Bücherschrank                              | Neureut           |                 | Karlsruhe-Neureut | ⊙ Unterfeldstraße 46                     |
|      | Bücherschrank                              | Nordstadt         |                 | Bücher-Oase | ⊙ Weißdornweg 1                          |
|      | Bücherschrank                              | Oberreut          | 04.07.2024      | Der Bücherschrank steht vor dem Kindergarten "Villa Regenbogen" und wurde von der Diakonie Karlsruhe aufgestellt. Gesponsert hat den Bücherschrank die Volkswohnung.                                                    | Vor der Villa Regenbogen                 |
|      | Bücherschrank                              | Oststadt          |                 | Der Offene Bücherschrank beim Gerwigbrunnen wird von der Gemeinschaftseinrichtung „Bürgerstiftung Karlsruhe“ betreut.                                                                                                   | ⊙ Gerwigstraße 47                        |
|      | Bücherschrank                              | Oststadt          |                 | Betreut von der Musikhochschule | ⊙ Schloss Gottesaue                      |
|      | Bücherschrank                              | Palmbach          |                 | Öffentlicher Bücherschrank Palmbach | ⊙ Talstraße 25                           |
|      | Bücherschrank                              | Rintheim          |                 | Rintheim | ⊙ Hirtenweg 20                           |
|      | Bücherschrank, Aluminium-Verbund (Alucore) | Rüppurr           | 13. Apr. 2013   | Initiiert und gespendet von Cornelia Holsten von der Bürgerstiftung Karlsruhe, betreut von der Bürgergemeinschaft Rüppurr, Entwurf Haifeng Zhang, Fakultät für Architektur am Karlsruher Institut für Technologie (KIT) | ⊙ Im Grün 8–9, Ostendorfplatz            |
|      | Bücherschrank                              | Stupferich        |                 | Stuperich an der Bushaltestelle Rathaus | ⊙ Werrenstraße 16                        |
|      | BOKX 02 Glasedition (Basalt/Stahl/ESG)     | Südstadt          | Dez. 2010       | Initiiert und gespendet von Cornelia Holsten von der Bürgerstiftung Karlsruhe, betreut von der Bürger-Gesellschaft der Südstadt                                                                                         | ⊙ Werderstraße 42, Werderplatz           |
|      | Bücherschrank                              | Südweststadt      | 26. März 2013   | Initiiert und teilweise finanziert von den Zoofreunden Karlsruhe, ausgeführt durch das Gartenbauamt, Heckengarten in der Friedrich-Wolff-Anlage im Stadtgarten, Südstadt/Südweststadt                                   | ⊙ Bahnhofstraße 30                       |
|      | Bücherschrank                              | Waldstadt         |                 | Karlsruhe-Waldstadt | ⊙ Elbinger Straße 16D                    |
|      | Grüne Telefonzelle                         | Weststadt         | 17. Juli 2015   | Initiative des Literaturvereins Bücherbüffet, des Café Matts und der Leopoldschule | ⊙ Leopoldstraße 7A/9                     |
|      | Bücherschrank                              | Weststadt         |                 | Karlsruhe, Volkshochschule Kaiserallee | ⊙ Kaiserallee 12E                        |
|      | Bücherschrank                              | Weststadt         |                 | | ⊙ Weinbrennerstraße 69                   |
|      | Bücherschrank                              | Weststadt         |                 | Karlsruhe Offener Bücherschrank Gutenbergplatz | ⊙ Goethestraße 45                        |
|      | Bücherschrank                              | Wolfartsweier     |                 | Öffentlicher Bücherschrank Wolfartsweier | ⊙ Hörgelstraße 15                        |
|      | Bücherschrank                              | Neureut           | 2022            | Öffentlicher Bücherschrank Hardtwaldzentrum | ⊙ Kanalweg 40–42                         |
|      | Bücherschrank (1/2)                        | Neureut           | 24. August 2022 | Erster von zwei öffentlichen Bücherschränken im Brunhilde-Baur-Haus; zugänglich während der Öffnungszeiten (zweiter Schrank ebenfalls im Eingangsbereich zum Mehrgenerationencafé)                                      | ⊙ Linkenheimer Landstraße 133a           |
|      | Bücherschrank (2/2)                        | Neureut           | 24. August 2022 | Zweiter von zwei öffentlichen Bücherschränken im Brunhilde-Baur-Haus; zugänglich während der Öffnungszeiten (erster Schrank ebenfalls im Eingangsbereich zum Mehrgenerationencafé)                                      | ⊙ Linkenheimer Landstraße 133a           |

## Statistik
Zu einem Vergleich zu den anderen Stadt- und Landkreisen Baden-Württembergs sowie zum Landesdurchschnitt siehe die Statistik öffentlicher Bücherschränke in Baden-Württemberg.